# Microhyla annamensis
Espèce
Statut de conservation UICN

 VU  : Vulnérable
Microhyla annamensis est une espèce d'amphibiens de la famille des Microhylidae.

## Répartition
Cette espèce se rencontre entre 400 et 1 200 m d'altitude :
- au Cambodge ;
- au Laos ;
- dans le sud-est de la Thaïlande ;
- dans le sud du Viêt Nam.

## Étymologie
Son nom d'espèce, composé de annam et du suffixe latin -ensis, « qui vit dans, qui habite », lui a été donné en référence au lieu de sa découverte, l'Annam, un protectorat français, de 1883 à 1945, dans le centre de l'Indochine.

## Publication originale
- Smith, 1923 : Notes on reptiles and batrachians from Siam and Indochina. The Journal of the Natural History Society of Siam, vol. 6, p. 47-53.